# 170.ª Divisão de Infantaria (Alemanha)
A 170ª Divisão de Infantaria (em alemão:170. Infanterie-Division) foi uma unidade militar que serviu no Exército alemão durante a Segunda Guerra Mundial.

## Comandantes
| Comandante                     | Data                                              |
| ------------------------------ | ------------------------------------------------- |
| Generalleutnant Walter Wittke  | 1 de dezembro de 1939 - 8 de janeiro de 1942      |
| Generalleutnant Erwin Sander   | 8 de janeiro de 1942 - 15 de fevereiro de 1943    |
| Generalleutnant Walther Krause | 15 de fevereiro de 1943 - 15 de fevereiro de 1944 |
| Generalmajor Franz Griesbach   | 15 de fevereiro de 1944 - 16 de fevereiro de 1944 |
| Generalleutnant Siegfried Haß  | 16 de fevereiro de 1944 - 8 de maio de 1945       |

## Oficiais de operações
| Oberstleutnant Kurt Lottner               | 5 de janeiro de 1940-10 de abril de 1941  |
| Major Fritz Poleck                        | 1 de abril de 1941-15 de abril de 1943    |
| Oberstleutnant Wolf-Dietrich von Zawadzky | 15 de abril de 1943-1 de dezembro de 1943 |
| Oberstleutnant Horst Albinus              | 1943-Mar 1944                             |
| Oberstleutnant Erich Sachße               | 15 de março de 1944-10 de agosto de 1944  |
| Major Ernst Weger                         | 1 de outubro de 1944-22 de abril de 1945  |
| Major Ernst Albrecht                      | 25 de abril de 1945-11 de maio de 1945    |

## Área de operações
| Alemanha                       | dezembro de 1939 - abril de 1940  |
| Dinamarca                      | abril de 1940 - julho de 1940     |
| França                         | julho de 1940 - fevereiro de 1941 |
| Alemanha                       | fevereiro de 1941 - maio de 1941  |
| Romênia                        | maio de 1941 - junho de 1941      |
| Frente Oriental, setor sul     | junho de 1941 - julho de 1942     |
| Frente Ocidental, setor norte  | julho de 1942 - julho de 1944     |
| Frente Oriental, setor central | julho de 1944 - setembro de 1944  |
| Frente Ocidental, setor norte  | setembro de 1944 - março de 1945  |
| Prússia Oriental               | de março de 1945 - maio de 1945   |